# لاکهید اس‌آر-۷۱ بلک‌برد
لاکهید اس‌آر-۷۱ بلک‌برد (به انگلیسی: Lockheed SR-71 Blackbird) نوعی هواپیمای شناسایی دوربرد زِبَرصوت بود که نخستین فروند آن در سال ۱۹۶۴ به پرواز درآمد و از سال ۱۹۶۶ تا ۱۹۹۸ در خدمت نیروی هوایی ایالات متحده آمریکا بود. در مجموع ۳۲ فروند از این هواپیما ساخته شد که ۱۲ فروند آن بر اثر سوانح مختلف از بین رفتند اما هیچ‌یک مورد اصابت آتش دشمن قرار نگرفتند. اس‌آر-۷۱ بلک‌برد سریع‌ترین هواپیمای سرنشین‌دار تاریخ می‌باشد که از روی باند به پرواز در می‌آید البته نورث امریکن ایکس-۱۵ تقریباً دو برابر آن یعنی حدود ۶ ماخ سرعت دارد ولی چون به تنهایی قادر به برخاستن از باند نیست و باید از زیر بال هواپیمایی دیگر بلند شود در رده هواپیماهای استاندارد قابل پرواز محسوب نمی‌شود. این هواپیما بر اساس لاکهید ای-۱۲ و لاکهید وای‌اف-۱۲ ساخته شد و طراحی آن مدیون کلی جانسون است. او به همراه تیم مهندسان شرکت لاکهید، اس‌آر-۷۱ را به عنوان جانشین لاکهید یو-۲ ساختند. سرعت پرواز عادی این هواپیما ۳٫۳ ماخ در ارتفاع ۲۴ هزار متری بود. سرعت بالا و ارتفاع پروازی بسیار بالای این هواپیما باعث می‌شد تا در مقابل هر تهدیدی چه از سوی پدافند موشکی زمینی و چه از سوی جنگنده‌های رهگیر دشمن ایمن باشد. در عمل نیز در طول نزدیک به ۴ دهه فعالیت این هواپیما، هیچ‌گاه حتی یک فروند از آن مورد تهدید دشمن قرار نگرفت.

## طراحی و توسعه

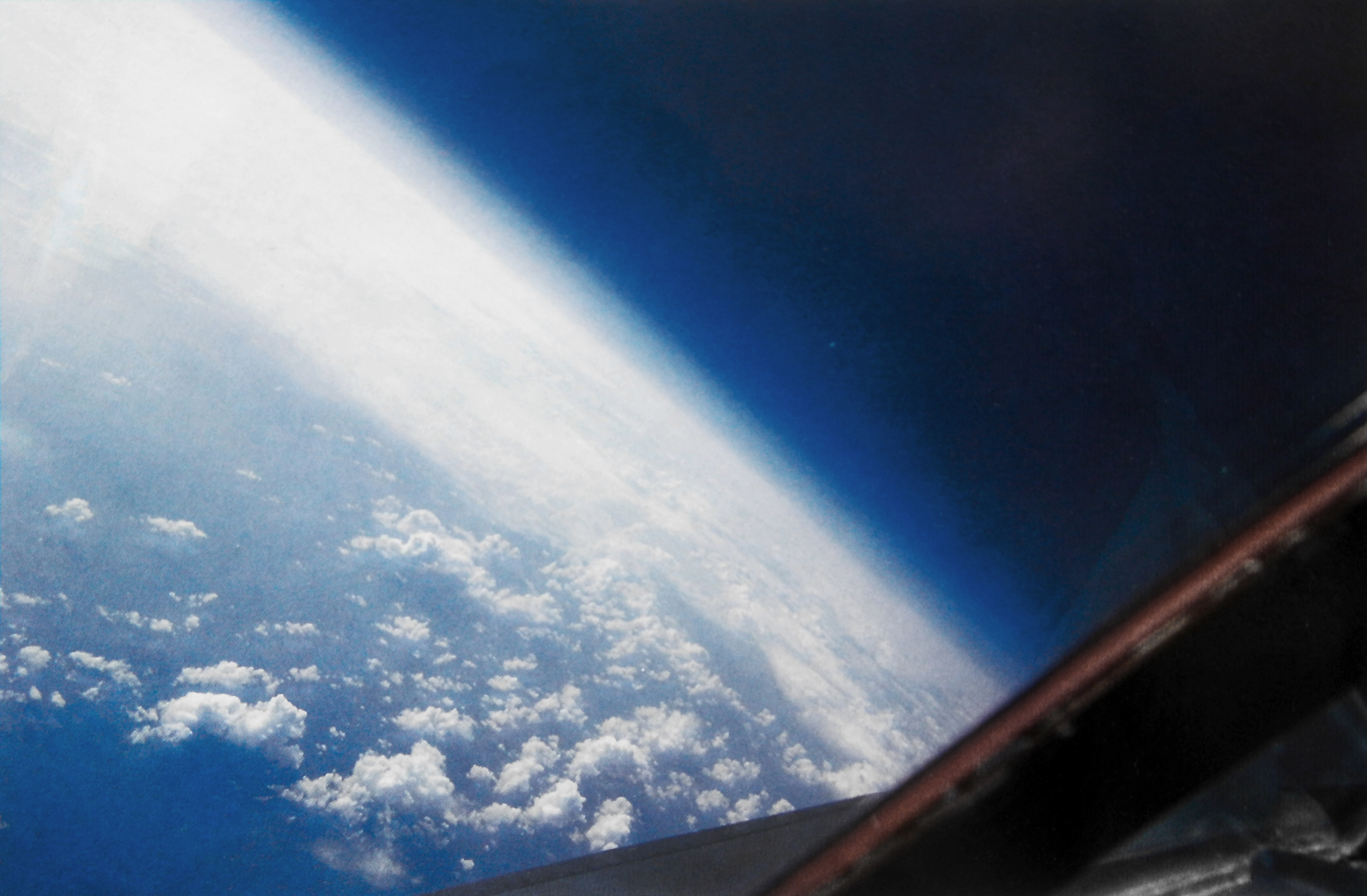
منظرهٔ کرهٔ زمین در اس‌آر-۷۱ بلک‌برد، از ارتفاع ۸۳٬۰۰۰ پایی

در آن زمان، کلی جانسون رئیس بخشی از لاکهید بود که به طراحی هواگردهای پیشرفته می‌پرداخت (اسکانک ورکس). هواپیمای لاکهید ای-۱۱ اولین مدلی بود که تیم او در ۱۹۶۲ برای سیا طراحی کرد که با جایگزینی موتور پرت اند ویتنی جی۵۸ در آن، مدل لاکهید ای-۱۲ معرفی شد. نمونه رهگیر آن لاکهید وای‌اف-۱۲ بود و نسل بعدی آن یعنی اس‌آر-۷۱، به عنوان هواپیمای شناسایی نیروی هوایی ایالات متحده معرفی شد. این هواپیما در زمینه جاسوسی هوایی برای سیا استفاده می‌شد و قابلیت‌های بسیاری برای گرفتن عکس از مناطقی که به راحتی قابل دسترسی نبودند یاکیفیت بالایی، داشت.

## ویژگی‌ها
مشکل اصلی در طراحی این هواپیما، حرارت تولید شده در سرعت‌های بالا بود؛ در نتیجه، استفاده از مواد معمول در ساخت بدنه این هواپیما ممکن نبود. به همین دلیل، در ساخت بدنه اس‌آر-۷۱ از تیتانیوم وآلیاژهای آن استفاده شد. سطح بدنه تمام تیتانیومی این هواپیما، با یک رنگ مخصوص جذب‌کننده امواج راداری پوشانده شده‌بود که باعث ایجاد رادارگریزی نسبی برای آن می‌شد.
نکته جالب در مورد این هواپیما این بود که هنگام قرار داشتن بر روی زمین، از مخزن سوخت آن در بال، بنزین نشت می‌کرد و راه حلی نیز برای آن وجود نداشت؛ زیرا هیچ ماده‌ای برای آب‌بندی قطعات بال وجود نداشت که در دمای ۴۲۶ درجه سانتی‌گراد ذوب نشود. طول بدنهٔ هواپیما در عدد ماخ ۳ (۳۵۰۰ کیلومتر بر ساعت) بر اثر حرارت به وجود آمده ناشی از نیروی درگ در سرعت بالا، ۳۲ سانتی‌متر افزایش پیدا می‌کرد (این افزایش طول در کنکورد نیز اتفاق می‌افتاد) و هنگام فرود بر اثر انبساط و انقباض قسمت‌هایی از مخزن سوخت سوراخ می‌شد. به همین دلیل، برای هر پرواز حدود ۳۵ ساعت کار تعمیراتی بر روی هواپیما نیاز بود.

### پیشرانه
این هواپیما دارای دو موتور پرت اند ویتنی جی۵۸ (هر یک به قدرت ۳۲۵۰۰ پوند) بود. این موتورها برای عملکرد بلند مدت با پس‌سوز در سرعت‌های بالا طراحی شده‌بودند که مشابه آن را تنها در جت مسافربری کنکورد می‌توان یافت. این موتور به دلیل طراحی خاص ورودی هوا، در سرعت‌های پایین مانند یک موتور جت معمولی، و در سرعت‌های بالا مانند یک رم‌جت عمل می‌کرد. در واقع یک موتور جت که عملکردی مانند رم‌جت داشت.

### ورودی هوا

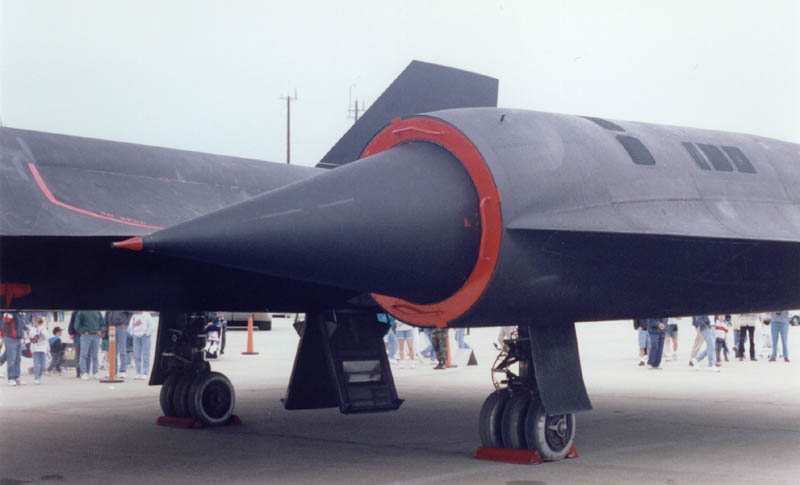
تصویری از ورودی هوای موتورهای بلک‌برد

برای دریافت هوای مورد نیاز موتورهای پرقدرت این هواپیما و همچنین تنظیم میزان ورود هوا، طراحی خاصی برای ورودی‌های موتور در نظر گرفته شده‌بود که شامل یک بخش مخروطی شکل بود که بسته به شرایط پروازی به جلو و عقب حرکت می‌کرد. این بخش مخروطی باعث می‌شد در سرعت‌های بالا، موتور بلک برد مانند یک رم‌جت عمل کند.

### بدنه
برای مقابله با تغییرات انبساطی در دماهای بالا، قطعات بدنه بلک‌برد طوری ساخته شده‌بودند که روی زمین از هم کمی فاصله داشتند تا هنگام پرواز و افزایش دما، قابلیت انبساط داشته باشند. به همین دلیل، زمانی که بلک‌برد بر روی زمین قرار داشت، سوخت از مخزن آن نشت می‌کرد و بلک‌برد مجبور بود قبل انجام مأموریت، سوختگیری هوایی انجام دهد. هواپیمای سوخت‌رسان اس‌آر-۷۱ بلک‌برد، بوئینگ کی‌سی-۱۳۵ بود.

### رادارگریزی
گرچه ایده‌هایی در طراحی هواپیما برای کاهش بازتاب راداری اتخاذ شده‌بود، اما در عمل این هواپیما قابلیت رادارگریزی نداشت؛ به‌طوری‌که از فواصل طولانی حتی توسط رادارهای کنترل هوایی قابل ردگیری بود. از طرفی حرارت بالای تولید شده توسط بلک‌برد، آن را یک هدف بزرگ مادون قرمز می‌ساخت.
با این حال، خصوصیت اصلی که آن را دربرابر تمام حملات موشکی طی ۴۰ سال خدمتش ایمن ساخت، سرعت بالای آن بود. به‌طوری‌که در طی مدت خدمتش بیش از چهار هزار تلاش برای رهگیری و انهدام آن شکست خورد و از ۳۲ فروند تولید شده آن هیچ‌کدام توسط اتحاد جماهیر شوروی منهدم نشدند.

### سوخت
سوخت این هواپیما جی‌پی-۷ بود. این سوخت دارای درجه شعله‌وری بالا (۶۰ درجه سانتیگراد) است و همچنین به عنوان خنک‌کننده بدنه و مایع هیدرولیک موتور این هواپیما به کار می‌رفت.

## مدل‌ها
مدل اصلی تولید شده، SR-71A و مدل آموزشی، SR-71B بود.

## مشخصات SR-71A
منبع اطلاعات SR-71.org
مشخصات عمومی
- خدمه: ۲
- :ظرفیت بارگیری  ۳٬۵۰۰ پوند (۱٬۶۰۰ کیلوگرم) of sensors
- طول: ۱۰۷ فوت و ۵ اینچ (۳۲٫۷۴ متر)
- پهنای بال: ۵۵ فوت و ۷ اینچ (۱۶٫۹۴ متر)
- ارتفاع: ۱۸ فوت و ۶ اینج (۵٫۶۴ متر)
- بال: مساحت ۱٬۸۰۰ فوت مربع (۱۷۰ متر مربع)
- وزن خالی: ۶۷٬۵۰۰ پوند (۳۰٬۶۰۰ کیلوگرم)
- وزن بارگیری: ۱۷۰٬۰۰۰ پوند (۷۷٬۰۰۰ کیلوگرم)
- بیشینه وزن برخاست: ۱۷۲٬۰۰۰ پوند (۷۸٬۰۰۰ کیلوگرم)
- پیشرانه: ۲× توربوجت پس‌سوز دائم پرت اند ویتنی جی۵۸ , ۳۲٬۵۰۰ پوند (۱۴۵ کیلو نیوتون) هرکدام
- Wheel track: ۱۶ فوت و ۸ اینچ (۵٫۰۸ متر)
- Wheel base: ۳۷ فوت و ۱۰ اینچ (۱۱٫۵۳ متر)
- Aspect ratio: ۱٫۷

 عملکرد 
- سرعت بیشینه: ماخ ۳٫۲+ (۲٬۲۰۰+ مایل بر ساعت،  ۳٬۵۳۰+ کیلومتر بر ساعت، ۱٬۹۰۰+ نات) at ۸۰٬۰۰۰ فوت (۲۴٬۰۰۰ متر)
- برد: ۲٬۹۰۰ مایل دریایی (۵٬۴۰۰ کیلومتر)
- برد ترابری: ۳٬۲۰۰ مایل دریایی (۵٬۹۲۵ کیلومتر)
- سقف پروازی: ۸۵٬۰۰۰ فوت (۲۵٬۹۰۰ متر)
- نرخ اوج‌گیری: ۱۱٬۸۱۰ فوت بر دقیقه (۶۰ متر بر ثانیه)
- بارگیری بال: ۹۴ پوند بر فوت مربع (۴۶۰ کیلوگرم بر متر مربع)
- نسبت نیرو به وزن: ۰٫۳۸۲

## خدمت و بازنشستگی
اولین پرواز اس‌آر-۷۱ بلک‌برد، در ۲۲ دسامبر ۱۹۶۴ انجام شد.

### بازنشستگی
در دهه هفتاد میلادی، کنگره و نیروی هوایی ایالات متحده، در مورد هزینه‌بر بودن این هواپیما تحقیقاتی انجام دادند. در آن زمان، بیشترین توجه بر روی ارتقای بمب‌افکن‌های بی-۵۲ و بی-۱ لنسر بود. به همین دلیل، دستور توقف پروژه اس‌آر-۷۱ داده شد. یکی از دلایل این تصمیم، هزینه بالای تعمیر و نگهداری این هواپیما بود. در حالی که ساخت ماهواره‌های شناسایی بسیار گرانتر بود، اما در طول زمان، هزینه نگهداری کم‌تری داشت. از طرفی، در آن زمان این هواپیما فاقد دیتالینک بود، یعنی برای ارسال فوری اطلاعات جمع‌آوری شده، تجهیزاتی نداشت و تصاویر و اطلاعات گردآوری شده توسط آن، پس از بازگشت به پایگاه دریافت می‌شد.
در سال ۱۹۹۳ میلادی، آمریکا در خاورمیانه و بالکان با مشکلاتی مواجه بود. به همین دلیل، کنگره بازگشت این هواپیما به خدمت را تصویب و بودجه‌ای برای آن در نظر گرفت، اما در عمل این اتفاق نیفتاد و در سال ۱۹۹۶ تصمیم به خروج کامل این هواپیما از خدمت تا سال ۱۹۹۸ گرفته شد. یکی از دلایل این تصمیم، حرکت به سوی هواپیماهای بدون سرنشین بود؛ در نتیجه، از سوی نیروی هوایی ایالات متحده، برای بازگشت و اختصاص بودجه‌های هنگفت به این هواپیما، مقاومت ایجاد شده بود.